# (613469) 2006 QJ181
(613469) 2006 QJ181 est un objet transneptunien en résonance 1:3 avec Neptune. 

## Caractéristiques
(613469) 2006 QJ181 mesure environ 150 km de diamètre.